# Gerhard Frey
Gerhard Frey (Bensheim, 1º giugno 1944) è un matematico tedesco, conosciuto per la sua ricerca nella teoria dei numeri. Nell'anno 1986 è diventato famoso per aver collegato l'ultimo teorema di Fermat e la congettura di Taniyama-Shimura. Attualmente vive in Germania ed insegna all'Università di Duisburg-Essen.
Nell'anno 1986, Frey congettura che un controesempio
{\displaystyle a^{p}+b^{p}=c^{p}}
dell'ultimo teorema di Fermat darebbe una curva ellittica (Curva di Frey)
{\displaystyle y^{2}=x\cdot (x-a^{p})\cdot (x+b^{p})}
non modulare (congettura epsilon). Ciò contraddice una parte del teorema di Taniyama-Shimura che non è stata dimostrata fino al 1995 da Andrew Wiles e Richard Lawrence Taylor. Kenneth Ribet dimostrò la congettura epsilon nell'anno 1990.